# 威邁思電信
威邁思電信股份有限公司（VMAX Telecom Inc.）是台灣4G電信公司之一，總公司位於台北市南港區，以提供4G WiMAX服務為主要業務。英文商標為VMAX。
母公司為威達雲端電訊，在威達雲端的規劃下，威邁思電信原企劃與威達雲端另一子公司大同電信合併，以大同電信為存續公司，威邁思電信合併解散；此合併案尚須國家通訊傳播委員會（NCC）核准，方得正式實行。後因WiMAX服務提前終止而取消。

## 歷史

### 重大紀事
- 2007年5月30日：威寶電信與東訊合資成立「威邁思電信股份有限公司」。
- 2007年7月：威邁思電信取得第四代行動通訊WiMAX北區營運執照。
- 2007年8月：威邁思電信與其他取得WiMAX營運執照業者成立「台灣WiMAX服務策略聯盟」。
- 2008年10月：威邁思電信與英特爾簽署投資協議，英特爾以新台幣3.86億元投資威邁思電信，成為威邁思主要股東之一，加速臺灣WiMAX的發展腳步。
- 2009年12月：威邁思電信取得國家通訊傳播委員會（NCC）核發之系統技術審驗合格證明。
- 2009年12月：威邁思電信取得NCC核發之WiMAX特許執照。
- 2010年2月10日：威邁思電信正式開台營業。
- 2010年8月：威邁思獨家全球首賣款WiMAX內建Eee PC正式上市。
- 2010年9月：威邁思電信推出超低門檻「計量型100元專案」。
- 2010年12月：威邁思電信與台灣大車隊合作推出全球首創「樂樂小黃 行動網咖」服務，車輛數突破2,000輛。
- 2011年2月：威邁思電信於新北市中和區、永和區及新店區，正式通過NCC網路系統審驗。
- 2011年3月：威邁思電信攜手台灣大車隊，樂樂小黃11,000輛科技車隊成軍，共同打造新世代超高效行動廣告平台。
- 2011年9月：威達雲端電訊併購威邁思電信。
- 2012年12月：NCC核准威達雲端電訊投資威邁思電信與大同電信。
- 2015年8月24日：威邁思電信停止WiMAX業務。[2]